# 한국선주상호보험조합
한국선주상호보험조합(韓國船主相互保險調合, The Korea Shipowners' Mutual Protection and Indemnity Association 약칭: Korea P&I Club 또는 KP&I)은 선박소유자, 용선자, 기타 선박운항업자가 선박운항으로 인하여 발생하는 책임 및 비용에 관한 상호보험인 손해보험사업을 실시하고, 그 조합원·기타 이해관계인의 권익 보호 및 해운 산업의 안정적 성장에 이바지할 목적으로 설립된 비영리법인이다. 서울특별시 영등포구 국회대로 68길 17 (여의도동 14-34) 해운빌딩에 위치하고 있다.

## 설립 근거
- 선주상호보험조합법 제1조[3]

## 연혁
- 1999년 2월 선주상호보험조합법 공포 (법률 제5804호)
- 1999년 10월 Korea P&I Club설립기획단 발족
- 2000년 1월 해양수산부 설립 인가, 설립 등기 및 사업 개시
- 2000년 2월 초대 조합장 이윤재 회장 선임. 초대 상임이사 윤민현 전무 선임
- 2005년 2월 대형선사 가입 (최초 한진해운 가입). IG클럽과 공동인수 개시
- 2006년 6월 제2대 상임이사 박범식 전무 선임
- 2007년 1월 선주상호보험조합법 개정 공포
- 2007년 2월 가입톤수 300만 GT 돌파
- 2008년 2월 20일 수입보험료 1천만불 돌파. 가입톤수 500만 GT 돌파
- 2010년 6월 가입선사 200사, 가입척수 800척, 수입보험료 2,600만불 및 가입톤수 860만 GT 돌파
- 2011년 2월 수입보험료 3천만불 돌파.
- 2011년 3월 비영리법인 인정[4]
- 2012년 2월 FD&D 서비스 개시, 10억불 담보 확대
- 2013년 2월 제2대 조합장 이경재 회장 선임
- 2015년 1월 제3대 상임이사 문병일 전무 선임
- 2016년 5월 제3대 조합장 박정석 회장 선임

## 조직

### 조합원총회

#### 이사회
- 감사

##### 회장 (조합장)

###### 상임이사 (전무)
- 고문
- 계약팀-계약사업파트, 계약지원
- 보상1팀
- 보상2팀
- 경영지원팀
- 준법감시인

## 같이 보기
- 한국해운조합
- 선박안전기술공단
- 해양환경관리공단